# تپه دره زخال
تپه دره زخال مربوط به عصر مس - عصر برنز - عصر آهن - دوره اشکانیان - سده‌های میانه دوران‌های تاریخی پس از اسلام است و در شهرستان سلسله (الشتر)، بخش مرکزی، دهستان دواب، ۳۰۰ متری شمال روستای دوآب علیشاهی متروکه واقع شده و این اثر در تاریخ ۳۰ بهمن ۱۳۸۶ با شمارهٔ ثبت ۲۱۱۳۰ به‌عنوان یکی از آثار ملی ایران به ثبت رسیده است.